# Campeonato Mundial de Halterofilismo de 1993
O Campeonato Mundial de Halterofilismo de 1993 foi a 65ª edição do campeonato de halterofilismo organizado pela Federação Internacional de Halterofilismo (FIH), em Melbourne, na Austrália, entre 11 a 21 de novembro de 1993. Contou com a presença de 289 halterofilistas (195 masculino e 94 feminino) de 57 nacionalidades filiadas à Federação Internacional de Halterofilismo (FIH).

## Medalhistas

### Masculino
| Evento    | Ouro                                  | Ouro     | Prata                           | Prata    | Bronze                                | Bronze   |
| 54 kg     | 54 kg                                 | 54 kg    | 54 kg                           | 54 kg    | 54 kg                                 | 54 kg    |
| --------- | ------------------------------------- | -------- | ------------------------------- | -------- | ------------------------------------- | -------- |
| Arranque  | Yang Bing · China                     | 122,5 kg | Halil Mutlu · Turquia           | 122,5 kg | Ko Kwang-ku Coreia do Sul             | 120,0 kg |
| Arremesso | Ivan Ivanov · Bulgária                | 157,5 kg | Halil Mutlu · Turquia           | 152,5 kg | Ko Kwang-ku Coreia do Sul             | 150,0 kg |
| Total     | Ivan Ivanov\| · Bulgária              | 277,5 kg | Halil Mutlu · Turquia           | 275,0 kg | Ko Kwang-ku Coreia do Sul             | 270,0 kg |
| 59 kg     |                                       |          |                                 |          |                                       |          |
| Arranque  | Nikolay Peshalov · Bulgária           | 137,5 kg | Hafız Süleymanoğlu · Turquia    | 135,0 kg | Qiu Shanlin · China                   | 132,5 kg |
| Arremesso | Nikolay Peshalov · Bulgária           | 167,5 kg | Georgios Tzelilis · Grécia      | 165,0 kg | Tang Lingsheng · China                | 162,5 kg |
| Total     | Nikolay Peshalov · Bulgária           | 305,0 kg | Hafız Süleymanoğlu · Turquia    | 295,0 kg | Tang Lingsheng · China                | 292,5 kg |
| 64 kg     |                                       |          |                                 |          |                                       |          |
| Arranque  | Naim Süleymanoğlu · Turquia           | 145,0 kg | Zhang Youyi · China             | 142,5 kg | Ri Hi-bong · Coreia do Norte          | 142,5 kg |
| Arremesso | Naim Süleymanoğlu · Turquia           | 177,5 kg | Valerios Leonidis · Grécia      | 175,0 kg | Yurik Sarkisyan · Armênia             | 175,0 kg |
| Total     | Naim Süleymanoğlu · Turquia           | 322,5 kg | Ri Hi-bong · Coreia do Norte    | 317,5 kg | Yurik Sarkisyan · Armênia             | 315,0 kg |
| 70 kg     |                                       |          |                                 |          |                                       |          |
| Arranque  | Yoto Yotov · Bulgária                 | 155,0 kg | Ergün Batmaz · Turquia          | 150,0 kg | Vasil Vanev · Bulgária                | 150,0 kg |
| Arremesso | Yoto Yotov · Bulgária                 | 187,5 kg | Andreas Behm · Alemanha         | 185,0 kg | Kim Hak-bong Coreia do Sul            | 182,5 kg |
| Total     | Yoto Yotov · Bulgária                 | 342,5 kg | Ergün Batmaz · Turquia          | 332,5 kg | Andreas Behm · Alemanha               | 330,0 kg |
| 76 kg     |                                       |          |                                 |          |                                       |          |
| Arranque  | Ruslan Savchenko · Ucrânia            | 170,0 kg | Kim Myong-nam · Coreia do Norte | 167,5 kg | Altymyrat Orazdurdyýew Turquemenistão | 167,5 kg |
| Arremesso | Altymyrat Orazdurdyýew Turquemenistão | 202,5 kg | Ruslan Savchenko · Ucrânia      | 200,0 kg | Khachatur Kyapanaktsyan · Armênia     | 197,5 kg |
| Total     | Altymyrat Orazdurdyýew Turquemenistão | 370,0 kg | Ruslan Savchenko · Ucrânia      | 370,0 kg | Kim Myong-nam · Coreia do Norte       | 362,5 kg |
| 83 kg     |                                       |          |                                 |          |                                       |          |
| Arranque  | Pyrros Dimas · Grécia                 | 175,0 kg | Oleksandr Blyshchyk · Ucrânia   | 175,0 kg | László Barsi · Hungria                | 172,5 kg |
| Arremesso | Marc Huster · Alemanha                | 210,0 kg | Kiril Kounev · Austrália        | 207,5 kg | Wang Yuanfeng · China                 | 202,5 kg |
| Total     | Pyrros Dimas · Grécia                 | 377,5 kg | Marc Huster · Alemanha          | 375,0 kg | Kiril Kounev · Austrália              | 372,5 kg |
| 91 kg     |                                       |          |                                 |          |                                       |          |
| Arranque  | Ivan Chakarov · Bulgária              | 185,0 kg | Anatoly Khrapaty · Cazaquistão  | 180,0 kg | Kakhi Kakhiashvili · Geórgia          | 180,0 kg |
| Arremesso | Kakhi Kakhiashvili · Geórgia          | 222,5 kg | Ivan Chakarov · Bulgária        | 222,5 kg | Anatoly Khrapaty · Cazaquistão        | 215,0 kg |
| Total     | Ivan Chakarov · Bulgária              | 407,5 kg | Kakhi Kakhiashvili · Geórgia    | 402,5 kg | Anatoly Khrapaty · Cazaquistão        | 395,0 kg |
| 99 kg     |                                       |          |                                 |          |                                       |          |
| Arranque  | Sergey Syrtsov · Rússia               | 190,0 kg | Nicu Vlad · Austrália           | 190,0 kg | Viktor Tregubov · Rússia              | 185,0 kg |
| Arremesso | Viktor Tregubov · Rússia              | 222,5 kg | Sergey Syrtsov · Rússia         | 217,5 kg | Igor Sadykov · Alemanha               | 215,0 kg |
| Total     | Viktor Tregubov · Rússia              | 407,5 kg | Sergey Syrtsov · Rússia         | 407,5 kg | Igor Sadykov · Alemanha               | 392,5 kg |
| 108 kg    |                                       |          |                                 |          |                                       |          |
| Arranque  | Timur Taymazov · Ucrânia              | 195,0 kg | Ihor Razoronov · Ucrânia        | 185,0 kg | Stefan Botev · Austrália              | 185,0 kg |
| Arremesso | Stefan Botev · Austrália              | 232,5 kg | Ihor Razoronov · Ucrânia        | 230,0 kg | Timur Taymazov · Ucrânia              | 225,0 kg |
| Total     | Timur Taymazov · Ucrânia              | 420,0 kg | Stefan Botev · Austrália        | 417,5 kg | Ihor Razoronov · Ucrânia              | 415,0 kg |
| +108 kg   |                                       |          |                                 |          |                                       |          |
| Arranque  | Ronny Weller · Alemanha               | 200,0 kg | Manfred Nerlinger · Alemanha    | 192,5 kg | Andrey Chemerkin · Rússia             | 190,0 kg |
| Arremesso | Manfred Nerlinger · Alemanha          | 247,5 kg | Andrey Chemerkin · Rússia       | 245,0 kg | Ronny Weller · Alemanha               | 242,5 kg |
| Total     | Ronny Weller · Alemanha               | 442,5 kg | Manfred Nerlinger · Alemanha    | 440,0 kg | Andrey Chemerkin · Rússia             | 435,0 kg |

- — RECORDE MUNDIAL

### Feminino
| Evento    | Ouro                           | Ouro     | Prata                           | Prata    | Bronze                          | Bronze   |
| 46 kg     | 46 kg                          | 46 kg    | 46 kg                           | 46 kg    | 46 kg                           | 46 kg    |
| --------- | ------------------------------ | -------- | ------------------------------- | -------- | ------------------------------- | -------- |
| Arranque  | Chu Nan-mei · Taipé Chinesa    | 67,5 kg  | Donka Mincheva · Bulgária       | 67,5 kg  | Satomi Saito · Japão            | 65,0 kg  |
| Arremesso | Chu Nan-mei · Taipé Chinesa    | 85,0 kg  | Yu Shiu-fen · Taipé Chinesa     | 85,0 kg  | Satomi Saito · Japão            | 82,5 kg  |
| Total     | Chu Nan-mei · Taipé Chinesa    | 152,5 kg | Yu Shiu-fen · Taipé Chinesa     | 147,5 kg | Satomi Saito · Japão            | 147,5 kg |
| 50 kg     |                                |          |                                 |          |                                 |          |
| Arranque  | Guan Hong · China              | 77,5 kg  | Liu Xiuhua · China              | 77,5 kg  | Kuo Chin-chun · Taipé Chinesa   | 75,0 kg  |
| Arremesso | Liu Xiuhua · China             | 110,0 kg | Guan Hong · China               | 100,0 kg | Kuo Chin-chun · Taipé Chinesa   | 95,0 kg  |
| Total     | Liu Xiuhua · China             | 187,5 kg | Guan Hong · China               | 177,5 kg | Kuo Chin-chun · Taipé Chinesa   | 170,0 kg |
| 54 kg     |                                |          |                                 |          |                                 |          |
| Arranque  | Chen Xiaomin · China           | 90,0 kg  | Robin Byrd · Estados Unidos     | 82,5 kg  | Karnam Malleswari · Índia       | 82,5 kg  |
| Arremesso | Chen Xiaomin · China           | 110,0 kg | Nancy Niro · Canadá             | 97,5 kg  | Hiromi Uemura · Japão           | 95,0 kg  |
| Total     | Chen Xiaomin · China           | 200,0 kg | Robin Byrd · Estados Unidos     | 177,5 kg | Karnam Malleswari · Índia       | 177,5 kg |
| 59 kg     |                                |          |                                 |          |                                 |          |
| Arranque  | Sun Caiyan · China             | 97,5 kg  | Gergana Kirilova · Bulgária     | 92,5 kg  | Maria Christoforidou · Grécia   | 90,0 kg  |
| Arremesso | Sun Caiyan · China             | 120,0 kg | Gergana Kirilova · Bulgária     | 110,0 kg | Maria Christoforidou · Grécia   | 107,5 kg |
| Total     | Sun Caiyan · China             | 217,5 kg | Gergana Kirilova · Bulgária     | 202,5 kg | Maria Christoforidou · Grécia   | 197,5 kg |
| 64 kg     |                                |          |                                 |          |                                 |          |
| Arranque  | Li Hongyun · China             | 102,5 kg | Erzsébet Márkus · Hungria       | 90,0 kg  | Won Soon-yi Coreia do Sul       | 87,5 kg  |
| Arremesso | Li Hongyun · China             | 117,5 kg | Won Soon-yi Coreia do Sul       | 115,0 kg | Yuriko Takahashi · Japão        | 110,0 kg |
| Total     | Li Hongyun · China             | 220,0 kg | Won Soon-yi Coreia do Sul       | 202,5 kg | Julie Malenfant · Canadá        | 195,0 kg |
| 70 kg     |                                |          |                                 |          |                                 |          |
| Arranque  | Milena Trendafilova · Bulgária | 100,0 kg | Kim Dong-hee Coreia do Sul      | 92,5 kg  | Kumi Haseba · Japão             | 92,5 kg  |
| Arremesso | Milena Trendafilova · Bulgária | 120,0 kg | Kumi Haseba · Japão             | 115,0 kg | Kim Dong-hee Coreia do Sul      | 112,5 kg |
| Total     | Milena Trendafilova · Bulgária | 220,0 kg | Kumi Haseba · Japão             | 207,5 kg | Kim Dong-hee Coreia do Sul      | 205,0 kg |
| 76 kg     |                                |          |                                 |          |                                 |          |
| Arranque  | Hua Ju · China                 | 105,0 kg | Li Changping · China            | 92,5 kg  | Mária Takács · Hungria          | 92,5 kg  |
| Arremesso | Li Changping · China           | 127,5 kg | Hua Ju · China                  | 125,0 kg | Valkana Tosheva · Bulgária      | 117,5 kg |
| Total     | Hua Ju · China                 | 230,0 kg | Li Changping · China            | 220,0 kg | Mária Takács · Hungria          | 207,5 kg |
| 83 kg     |                                |          |                                 |          |                                 |          |
| Arranque  | Xing Shuwen · China            | 107,5 kg | Chen Shu-chih · Taipé Chinesa   | 102,5 kg | Panagiota Antonopoulou · Grécia | 90,0 kg  |
| Arremesso | Chen Shu-chih · Taipé Chinesa  | 127,5 kg | Panagiota Antonopoulou · Grécia | 125,0 kg | Bharti Singh · Índia            | 117,5 kg |
| Total     | Chen Shu-chih · Taipé Chinesa  | 230,0 kg | Panagiota Antonopoulou · Grécia | 215,0 kg | Bharti Singh · Índia            | 207,5 kg |
| +83 kg    |                                |          |                                 |          |                                 |          |
| Arranque  | Li Yajuan · China              | 105,0 kg | Lubov Grigurko · Ucrânia        | 100,0 kg | Carla Garrett · Estados Unidos  | 100,0 kg |
| Arremesso | Li Yajuan · China              | 155,0 kg | Carla Garrett · Estados Unidos  | 132,5 kg | Theodoula Spanou · Grécia       | 115,0 kg |
| Total     | Li Yajuan · China              | 260,0 kg | Carla Garrett · Estados Unidos  | 232,5 kg | Lubov Grigurko · Ucrânia        | 215,0 kg |

- — RECORDE MUNDIAL

## Quadro de medalhas
Quadro de medalhas no total combinado
| Ordem | País            | Medalha de ouro | Medalha de prata | Medalha de bronze | Total |
| ----- | --------------- | --------------- | ---------------- | ----------------- | ----- |
| 1     | China           | 6               | 2                | 1                 | 9     |
| 2     | Bulgária        | 5               | 1                | 0                 | 6     |
| 3     | Taipé Chinesa   | 2               | 1                | 1                 | 4     |
| 4     | Turquia         | 1               | 3                | 0                 | 4     |
| 5     | Alemanha        | 1               | 2                | 2                 | 5     |
| 6     | Ucrânia         | 1               | 1                | 2                 | 4     |
| 7     | Grécia          | 1               | 1                | 1                 | 3     |
| 7     | Rússia          | 1               | 1                | 1                 | 3     |
| 9     | Turquemenistão  | 1               | 0                | 0                 | 1     |
| 10    | Estados Unidos  | 0               | 2                | 0                 | 2     |
| 11    | Coreia do Sul   | 0               | 1                | 2                 | 3     |
| 12    | Austrália       | 0               | 1                | 1                 | 2     |
| 12    | Japão           | 0               | 1                | 1                 | 2     |
| 12    | Coreia do Norte | 0               | 1                | 1                 | 2     |
| 15    | Geórgia         | 0               | 1                | 0                 | 1     |
| 16    | Índia           | 0               | 0                | 2                 | 2     |
| 17    | Armênia         | 0               | 0                | 1                 | 1     |
| 17    | Canadá          | 0               | 0                | 1                 | 1     |
| 17    | Hungria         | 0               | 0                | 1                 | 1     |
| 17    | Cazaquistão     | 0               | 0                | 1                 | 1     |
| Total | Total           | 19              | 19               | 19                | 57    |

Quadro de medalhas nos levantamentos + total combinado
| Ordem | País            | Medalha de ouro | Medalha de prata | Medalha de bronze | Total |
| ----- | --------------- | --------------- | ---------------- | ----------------- | ----- |
| 1     | China           | 20              | 7                | 4                 | 31    |
| 2     | Bulgária        | 13              | 5                | 2                 | 20    |
| 3     | Taipé Chinesa   | 5               | 3                | 3                 | 11    |
| 4     | Alemanha        | 4               | 4                | 4                 | 12    |
| 5     | Turquia         | 3               | 7                | 0                 | 10    |
| 6     | Ucrânia         | 3               | 6                | 3                 | 12    |
| 7     | Rússia          | 3               | 3                | 3                 | 9     |
| 8     | Grécia          | 2               | 4                | 5                 | 11    |
| 9     | Turquemenistão  | 2               | 0                | 1                 | 3     |
| 10    | Austrália       | 1               | 3                | 2                 | 6     |
| 11    | Geórgia         | 1               | 1                | 1                 | 3     |
| 12    | Estados Unidos  | 0               | 4                | 1                 | 5     |
| 13    | Coreia do Sul   | 0               | 3                | 7                 | 10    |
| 14    | Japão           | 0               | 2                | 6                 | 8     |
| 15    | Coreia do Norte | 0               | 2                | 2                 | 4     |
| 16    | Hungria         | 0               | 1                | 3                 | 4     |
| 17    | Cazaquistão     | 0               | 1                | 2                 | 3     |
| 18    | Canadá          | 0               | 1                | 1                 | 2     |
| 19    | Índia           | 0               | 0                | 4                 | 4     |
| 20    | Armênia         | 0               | 0                | 3                 | 3     |
| Total | Total           | 57              | 57               | 57                | 171   |